# Língua baybay
A língua Baybay, também chamada Baybayanon, Utudnon, Waya-Waya ou Leyte, é uma língua regional distinto que era falada na ilha  Leyte nas Filipinas antes da chegada da língua waray-waray e, posteriormente, do  boholano e do  cebuano. Ainda é falado na cidade de Baybay. É parte da família de línguas bisayanas e está intimamente relacionada a outras línguas filipinas.

## Classificação
Baybayanon era originalmente uma língua Warayan que foi relexificada e sobreposta por um superestrat0 Cebuano]] (Leyteño). O substrato Warayan é caracterizado por dêixis mais parecidos com Waray de Baybayanon e várias outras características.

## Distribuição geográfica
Utudnon é falado por cerca de 10 mil pessoas em cinco barangays do município de Baybay em central Leyte, ou seja, Utúd (também chamado de Utod ou Guadalupe), Gábas, Kilím, Pátag, Pangasúgan e Hibunawan.

## Escrita
A forma do alfabeto latino usada pela língua não apresenta as letras C, D, F, G, Q, V, X, Z. Usa-se a forma Ng.